# The Keepers (série télévisée)
Pour les articles homonymes, voir The Keeper.
The Keepers est une série télévisée documentaire américaine créée par Ryan White et mise en ligne le 19 mai 2017 sur Netflix.

## Synopsis
Cette série de type documentaire traite du meurtre non résolu de sœur Cathy Cesnik qui enseignait dans les années 1960 l'anglais et le théâtre à la Seton Keough High School dans la ville de Baltimore, Maryland, aux États-Unis. Plus précisément, elle présente le point de vue de certaines anciennes étudiantes de cette école qui pensent que les autorités ont couvert le meurtre de Cesnik parce que celle-ci suspectait le prêtre de l'école, A. Joseph Maskell, d'avoir été l'auteur d'abus sexuels et de viols.

## Distribution
- Tom Nugent (VF : Michel Hinderyckx) : lui-même, journaliste
- Gemma Hoskins  (VF : Laurence César) : elle-même, enquêtrice
- Abbie Schaub : elle-même, enquêtrice
- Jean Hargadon Wehner (VF : Fabienne Loriaux) : elle-même, ancienne étudiante
- Deb Silcox : elle-même, ancienne étudiante
- Juliana Farrell : elle-même, ancienne étudiante
- Bob Erlandson : lui-même, journaliste
- Chris Centofanti : elle-même, ancienne étudiante
- Mary Spence : elle-même, ancienne étudiante
- Gerry Koob (VF : Franck Dacquin) : lui-même, ancien prêtre
- Don Malecki : lui-même, frère de Joyce
- Darryl Malecki : lui-même, frère de Joyce
- Pat Malecki : lui-même, frère de Joyce
- John Barnold : lui-même, ancien Capitaine de police pour la Police du Comté de Baltimore
- James Scannell : lui-même, ancien Capitaine de police pour la Police du Comté de Baltimore
- Alan Horn : lui-même, enquêteur
- Kelly Pendygraft : sœur de Cathy Cesnik
- Sœur Cathy Cesnik : elle-même

- Version française :
  - Société de doublage : ?
  - Direction artistique : Nicolas Potemberg

## Épisodes
1. Le Meurtre (The Murder)
2. L'École (The School)
3. La Révélation (The Revelation)
4. L'Enterrement (The Burial)
5. Les Suspects (The Suspects)
6. Le Réseau (The Web)
7. La Conclusion (The Conclusion)